# Quimigrama

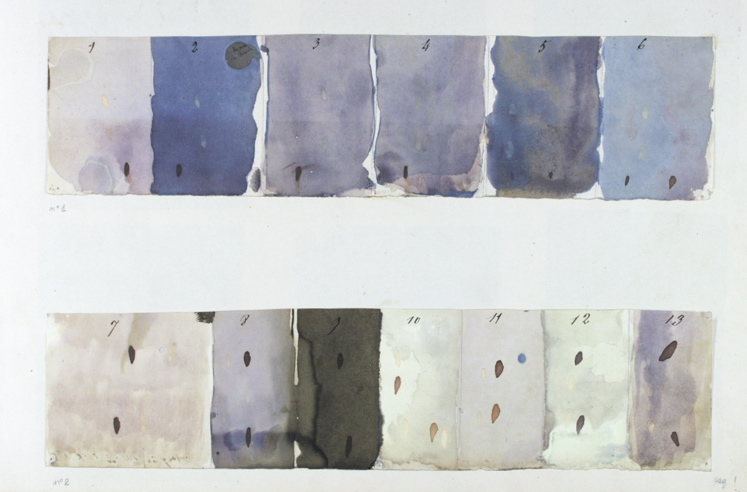
Las pruebas de fotosensibilización realizadas por Hippolyte Bayard

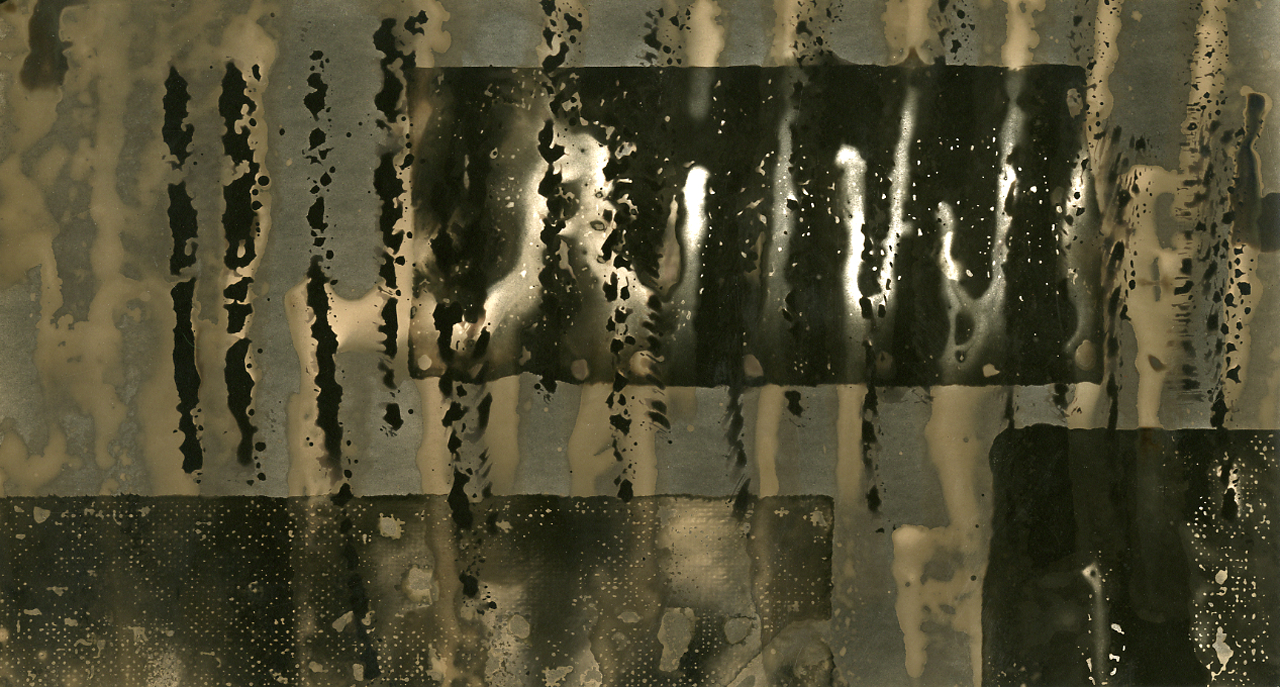
Paolo Monti, 1970

El quimigrama  es una técnica pictórica que produce imágenes combinando procedimientos y materiales propios de la pintura y de la fotografía. Los materiales fotográficos sensibles a la luz se utilizan sin la mediación de una cámara y en un ambiente iluminado.
Este proceso pertenece al ámbito de la experimentación plástica y es una técnica ecléctica de la pintura y la fotografía, ya que emplea materiales como el papel fotográfico, el revelador y el fijador obteniendo resultados similares a los de una acuarela, pero las posibilidades expresivas del quimigrama se pueden multiplicar mediante el uso de productos específicos de la pintura como el barniz, la cera o el óleo. Estos planteamientos experimentales son similares a los realizados por pintores como Paul Klee, Max Ernst y Antoni Tàpies.
Las pruebas de sensibilización realizadas en 1839 por Hippolyte Bayard podrían ser consideradas como precursoras del quimigrama. También Edmund Kesting y Maurice Tabard obtuvieron imágenes mediante el dibujo con revelador y fijador sobre el papel fotográfico entre 1930 y 1940. Otros precursores serían los fotogramas de László Moholy-Nagy o los rayogramas de Man Ray.
Sin embargo es el belga Pierre Cordier quien dedica mayores esfuerzos en la exploración y realización de esta técnica que comenzó a practicar en 1956 y a la que en 1958 llamó "quimigrama". Mediante ese nombre establecía un paralelismo con el fotograma, ya que ambos se obtienen sin el empleo de una cámara y se procesan a plena luz del día y no en un laboratorio fotográfico. Pero mientras que en el fotograma es la luz la que escribe, en el quimigrama es la química la que lo hace.
A mediados de la década de 1970, Josef H. Neumann desarrolló los llamados Chemogramm, en los que inicialmente se incorporaban "elementos ópticos" y luego se usaban productos químicos como pintura libre, en la tradición de tachisme, actionpainting o Informal.
Crear arte sin usar lentes fotográficos.
La variante de un cianotipo es difícil de comparar con la invención del Chemogram por Josef H. Neumann en 1974, en el que, por primera vez, imágenes previamente fotografiadas con el objetivo de la cámara se imprimieron en el material fotográfico en blanco y negro expuesto en el cuarto oscuro, y al mismo tiempo, en el mismo proceso, se realizó pintura química en el mismo medio.
Chemogramm

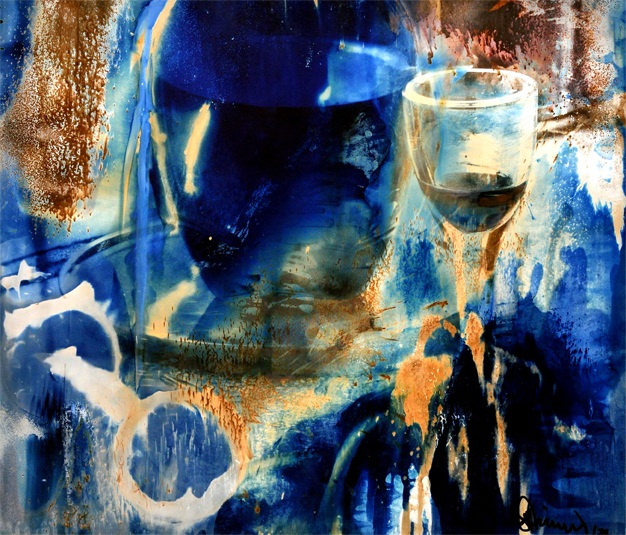
Josef H. Neumann: Gustav I (1976)

El desarrollo del proceso se inicia cubriendo el papel fotosensible con productos tales como barniz, cera o aceite. A partir de ahí se empapa con el revelador que los ennegrecerá y el fijador que los hará aparecer. Los cambios físicos como grietas, desprendimientos o disoluciones de los productos que cubren el papel fotosensible se hacen visibles a través de una intervención de tipo químico.